# Gabriela Stoeva
Gabriela Stoeva (bulgarsk: Габриела Стоева; født 15. juli 1994) er en bulgarske badmintonspiller, der har specialiseret sig i doubler. Hendes nuværende partner er hendes yngre søster, Stefani Stoeva. Søstrene har vundet nogle titler, herunder guldmedaljer i de europæiske lege 2015 og ved det europæisk mesterskab i 2018.